# Nina Paley
Nina Paley est une dessinatrice et animatrice américaine née le 3 mai 1968 à Urbana dans l'État de l'Illinois aux États-Unis.
Alors qu'elle est largement connue comme artiste et souvent en tant qu'auteur de Nina's Adventures, Fluff et The Hots, ses récentes productions sont du domaine de l'animation notamment Sita Sings the Blues (Sita chante le blues). Elle s'est également engagée pour l'art libre.

## Biographie
Nina Paley est la fille de Hiram et Jean Paley. Son père était professeur de mathématiques à l'université d'Illinois et fut maire d'Urbana. Elle rentre à l'université d'Illinois, où elle étudie l'art pendant deux ans. En 1988, elle part à Santa Cruz, où elle commence à écrire et à dessiner le comic strip Nina's Adventures. En 1991, elle part pour San Francisco. En 1995, elle commence à dessiner Fluff, un comic strip à propos d'un chat.
En 1998, elle s'essaye à l'animation et, en 1999, fait le premier film sans caméra, Pandorama. En 2001, elle produit Fetch, un petit cartoon humoristique basé sur les illusions d'optique.
Elle enchaîne ensuite sur une série basée sur un sujet un peu plus controversé, la surpopulation. La « pièce centrale » de cette série est The Stork, dans lequel un territoire naturel et serein est bombardé jusqu'à la destruction par des cigognes lâchant des bébés encore et encore. Le film est un résumé du conflit entre l'augmentation de la population humaine et l'écosystème dans lequel il doit vivre. Alors que le film de trois minutes et demie est conspué par certains spectateurs, il a un succès considérable dans les festivals, et a pour effet de lui ouvrir les portes de celui de Sundance en 2003.

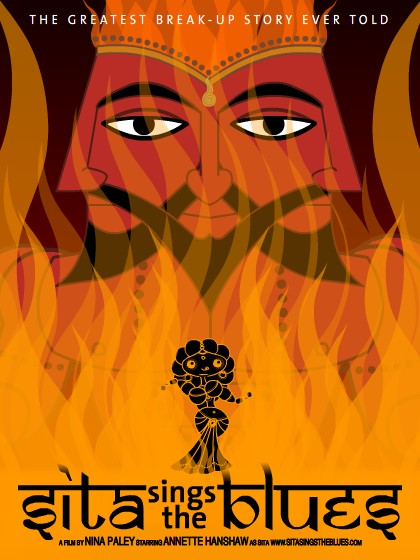
Affiche du film Sita chante le blues.

En 2002, elle part en Inde, à Trivandrum, où son mari a trouvé un emploi. C'est lors d'un voyage professionnel à New York concernant sa troisième bande-dessinée, The Hots, que son mari la quitte. Elle part alors pour Brooklyn, New York. Ses problèmes personnels la font se plonger plus profondément dans le Ramayana, la légende indienne, et l'incitent à produire une courte animation qui combine un épisode du Ramayana avec un morceau de blues enregistrée en 1929 par Annette Hanshaw, Mean To Me.
Dès lors, elle ajoute des épisodes et d'autres éléments à ce travail, qui devient Sita chante le blues, et dont l'histoire est centrée sur la femme de Rāma, Sītā. Beaucoup d'épisodes sont présentés dans de récents festivals d'animation. Le long métrage final a remporté le Cristal (premier prix) au festival international du film d'animation d'Annecy et a été nommé au festival international du film de Berlin le 11 février 2008.

## Engagement pour l'art libre
Nina Paley prend la décision d'embrasser la voie de l'art libre en proposant, fin 2008, la distribution de Sita chante le blues sous une licence libre Creative Commons. Cette démarche lui confère, au sein de la communauté du logiciel libre, une certaine popularité qui sera couronnée au printemps 2010 par une interview publiée par la Free Software Foundation. Son succès apparaît alors aux yeux de cette communauté comme un symbole de lutte contre la « gestion des restrictions numériques ».
Elle milite depuis 2010 pour un mouvement de la culture libre identique à celui dont il est issu, et dont la gouvernance repose sur des règles juridiques strictes. C'est dans cette démarche qu'elle dénonce certains facteurs « privateurs de liberté » des licences Creative Commons à l'occasion de la conférence de l'Open Knowledge Foundation organisée à Berlin en juillet 2011. Elle prône à cette occasion le lancement d'un mouvement fondé sur des « principes » non négociables dans leur capacité de protéger la construction communautaire, plaçant par la-même l'œuvre au niveau du logiciel, en souhaitant le rassemblement pour que les artistes puissent bénéficier des mêmes libertés que les programmeurs.
En janvier 2013, Nina Paley modifie la licence de son film Sita chante le blues (à l'origine placé sous licence libre Creative Commons CC-SA) en plaçant celui-ci sous licence libre CC-0 « Public Domain ».

## Filmographie
- 1998 : Cancer
- 1998 : Luv Is...
- 1998 : I (heart) My Cat

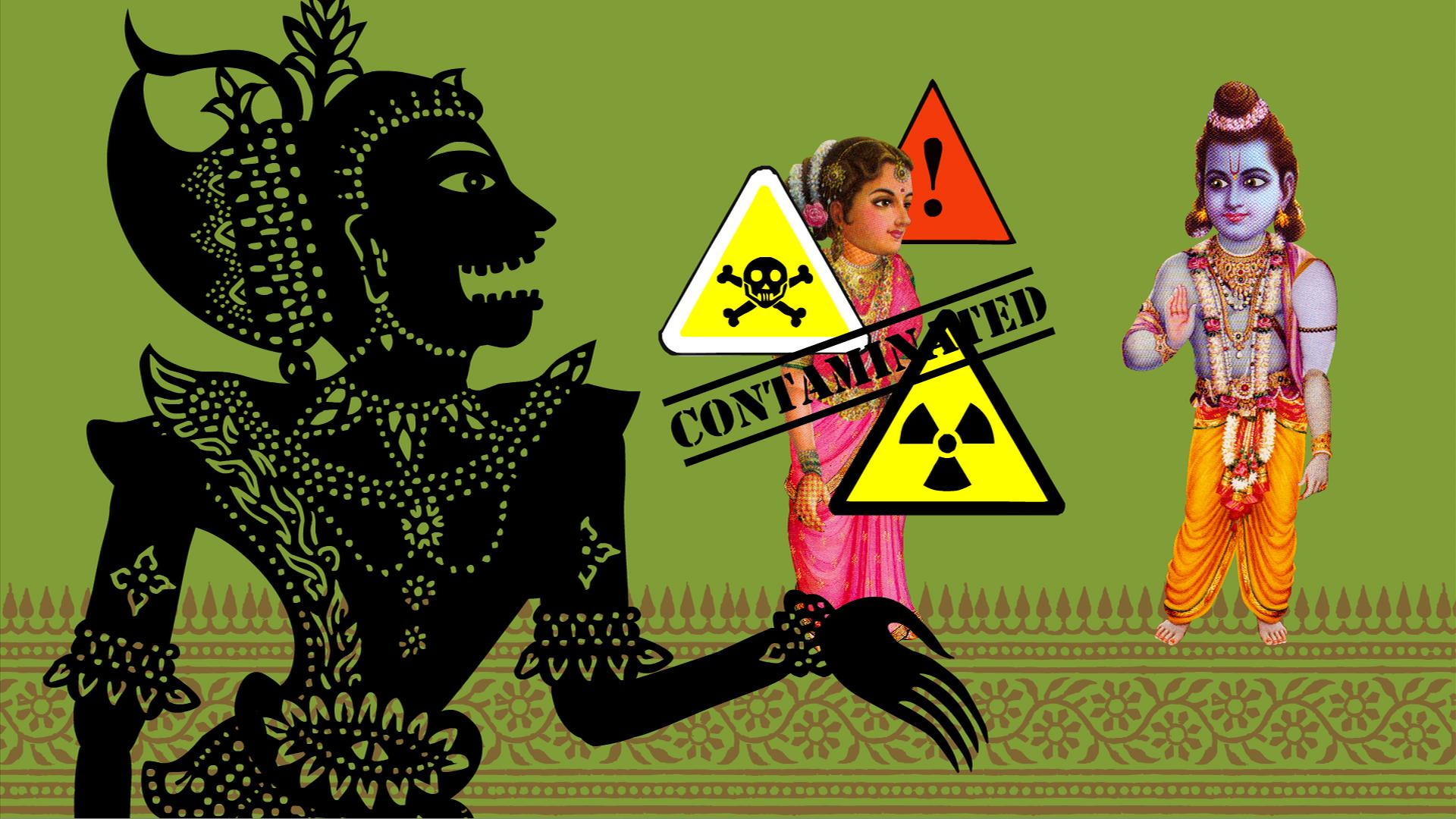
Image tirée de Sita chante le blues.

- 2000 : Pandorama (également connu sous le titre IMAX)
- 2001 : FETCH!  (2001)
- 2002 : The Stork (2002)
- 2002 : Goddess of Fertility (2002)
- 2002 : Fertco  (2002)
- 2002 : The Wit and Wisdom of Cancer (2002)
- 2003-2008 : Sita chante le blues (Sita Sings the Blues) (2003-2008)
- 2012 : This Land Is Mine - A brief history of the land called Israel/Palestine/Canaan/the Levant (court-métrage)
- 2014 : Le Prophète - segment On Children
- 2018 : Seder-Masochism